# 广西合浦儒艮国家级自然保护区
广西合浦儒艮国家级自然保护区位于中国广西壮族自治区北海市合浦县东南部海域。保护范围为109°34'30"E-109°44'00"E，21°18'00"N-21°30'00"N，东起合浦县山口镇英罗港，西至沙田镇，海岸线全长43公里。总面积35,000公顷，其中核心区13,200公顷，实验区11,000公顷，缓冲区10,800公顷，是目前中国唯一的儒艮国家级自然保护区。

## 生态环境
该保护区位于北部湾东北部海域，气候属南亚热带海洋性季风气候，年平均气温22.9℃。海域水深较浅，海草床生长面积约540公顷，种类包括喜盐草 Halophila ovalis 、矮大叶藻 Zostera japonica、贝克喜盐草 Halophila beccarii 和二药藻 Halodule uninervis 等，以喜盐草为优势种。还分布有潮间浅滩，潮流深槽，潮流沙脊和海底平原，适合儒艮摄食及藏身。

## 历史
- 1986年4月27日，经广西壮族自治区人民政府批准，建立自治区级儒艮自然保护区[5]。
- 1992年10月，升级为国家级自然保护区。
- 1996年，成立广西合浦儒艮国家级自然保护区管理站。

## 管理机构
保护区设有广西合浦儒艮国家级自然保护区管理站，隶属广西壮族自治区环境保护局。管理站现有工作人员13人，设站长室（3人）、儒艮办公室（6人）和生态研究室（4人）。在合浦县沙田镇设有保护区管理站沙田分站。

## 保护区的主要职责
- 保护以儒艮和中华白海豚为主的珍稀海生动物及其栖息环境，维护生物多样性；
- 保护儒艮的主要食料——茜草、龟蓬草等海生植物；
- 依法查处破坏保护区的各种违法行为；
- 开展对儒艮和中华白海豚和布氏鲸蓝鲸[7]和江豚和鯨鯊和海龟[8][9][10][11][12][13][14][10][15][16][17][18][19][20]等珍稀海生动物种群及其生活习性、活动规律、栖息环境等的调查研究及救护工作；
- 开展保护儒艮和中华白海豚等珍稀海生动物的宣传和科普教育活动；
- 防止沿岸及海上船只“三废”对保护区的污染[21][22]

## 保护现状
近年来，保护区附近地区大力发展海水养殖业，主要是各种螺类养殖，造成保护区被破坏和污染，海草大面积死亡。同时，高速航行的渔船和密布的渔网对儒艮的安全造成严重威胁。
由于经济发展和环境保护的矛盾日益突出，加之资金的缺乏，儒艮的保护工作任重道远。